# Loretta Young
Gretchen Michaela Young, conocida como Loretta Young, (Salt Lake City, 6 de enero de 1913 - Santa Mónica, 12 de agosto de 2000) fue una actriz cinematográfica estadounidense. Recibió numerosos honores, incluidos un Premio Oscar, dos Globos de Oro y tres premios Primetime Emmy, así como dos estrellas en el Paseo de la Fama de Hollywood por su trabajo en cine y televisión.

## Biografía
Nacida en Salt Lake City (Utah), su verdadero nombre era Gretchen Michaela Young. Su familia se trasladó a Hollywood cuando ella tenía tres años. Loretta y sus hermanas Polly Ann Young y Elizabeth Jane Young (Sally Blane como nombre artístico) trabajaron como actrices infantiles, siendo Loretta la que consiguió un mayor éxito. El primer papel de Young fue con tres años de edad en la película muda The Primrose Ring. La estrella de la película, Mae Murray, se enamoró de la pequeña Gretchen y quiso adoptarla. Aunque su madre se negó, sí permitió que Gretchen viviera con Murray durante dos años. Tuvo una media hermana, Georgiana (hija de su madre y de su padrastro George Belzer), que se casó con el actor Ricardo Montalbán. 

## Trayectoria
Con el nombre de "Gretchen Young" participó en el filme de 1917 Sirens of the Sea. No fue hasta 1928 que su nombre artístico cambió a "Loretta Young", en The Whip Woman (Miss Desdén). Ese mismo año trabajó junto a Lon Chaney en la película de MGM Laugh, Clown, Laugh (Ríe, Payaso, Ríe). Al año siguiente fue elegida como una de las WAMPAS Baby Stars.
En 1930, Young, con 17 años de edad, se fugó con el actor de 26 años Grant Withers, y se casó con él en Yuma, Arizona. El matrimonio fue anulado al año siguiente, coincidiendo con el estreno de su segunda película juntos (irónicamente titulada Too Young to Marry (Demasiado joven para casarse).

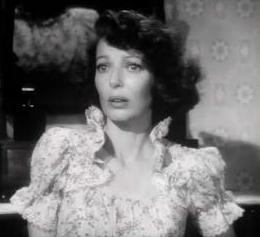
Escena de Cause for Alarm! (1951).

Young llegó a rodar siete y ocho películas al año y ganó el Óscar a la mejor actriz en 1947 por su actuación en The Farmer's Daughter (Un destino de mujer). Ese mismo año trabajó con Cary Grant y David Niven en The Bishop's Wife (La mujer del obispo), un título posteriormente versionado como The Preacher's Wife, con Whitney Houston, Denzel Washington y Courtney B. Vance. En 1949, Young tuvo otra nominación al Óscar por su interpretación en Come to the Stable (Hablan las campanas), y en 1953 actuó en su última película, It Happens Every Thursday. 
Mudada a la televisión, presentó y protagonizó la serie de media hora de duración The Loretta Young Show. Su programa se mantuvo en prime time en la NBC durante ocho años, algo no conseguido por ningún otro programa de la época presentado por una mujer, ganando, además, tres Premios Emmy.

## Relación con Clark Gable
En 1935, Young tuvo una relación con Clark Gable, casado en aquel tiempo, mientras trabajaban en The Call of the Wild (La llamada de la selva). Young quedó embarazada de Gable y, debido a las rígidas pautas morales de la época, así como para no dañar su carrera y la de Gable, disimuló su embarazo, dio a luz en secreto y entregó a la bebé a un orfanato. Posteriormente Young anunció que había adoptado una niña (en realidad, su propia hija) a la que llamaría "Judy Lewis" cuando tomó el apellido de su segundo marido, el productor Tom Lewis. Aunque no lo confesó hasta la publicación de una autobiografía póstuma, era un secreto a voces en Hollywood y la hija se parecía mucho físicamente a su padre (Young primero cubría las orejas de su hija con gorros, y hasta llegó a operárselas, para disimular el parecido con su padre). Conociendo la verdad y tras ver a Gable solo una vez en su vida (a los 15 años), Judy Lewis falleció en 2011. 
Tras su muerte, la nuera de Loretta hizo público que la concepción de Judy había sido una violación. Al parecer, la relación de ambos actores durante el rodaje de la película no había pasado de galanteos hasta que Gable habría forzado a Young a tener relaciones sexuales. Young quedó embarazada como resultado de ese único encuentro físico.

## Matrimonios y relaciones sentimentales
- Casada con el actor Grant Withers entre 1930 y 1931.
- Casada con el productor Tom Lewis en 1940 y divorciada a mediados de los sesenta. Tuvieron dos hijos, Peter (músico de la banda de rock Moby Grape) y Christopher, director cinematográfico.
- Casada con el diseñador de moda Jean Louis en 1993. Louis falleció en 1997.
- Relaciones sentimentales con Spencer Tracy y Clark Gable.

## Últimos años
Loretta Young fue madrina de la actriz Marlo Thomas, hija del actor Danny Thomas. Tras su retiro de la interpretación hasta poco antes de su fallecimiento, se dedicó, junto a su amiga Jane Wyman a labores de caridad. Sin embargo, salió brevemente de su retiro para participar en dos películas para la televisión, Christmas Eve (1986), y Lady in a Corner (1989). 
Young falleció a los 87 años de edad a causa de un cáncer de ovario en Santa Mónica (California). Fue enterrada en el Cementerio de Holy Cross en Culver City, California. Young tiene dos estrellas en el paseo de la fama de Hollywood — una por su dedicación a la industria cinematográfica, en el 6104 de Hollywood Boulevard, y otra por su carrera televisiva, en el 6141 de Hollywood Blvd.

## Filmografía
| Año  | Título                                               | Personaje                       | Observaciones                      |
| ---- | ---------------------------------------------------- | ------------------------------- | ---------------------------------- |
| 1917 | The Primrose Ring                                    | Hada                            | No acreditada                      |
| 1917 | Sirens of the Sea                                    | Niña                            | como Gretchen Young                |
| 1919 | The Only Way                                         | Niña en la mesa de operaciones  |                                    |
| 1921 | White and Unmarried                                  | Niña                            | No acreditada                      |
| 1921 | The Sheik (El caíd)                                  | Niña árabe                      | No acreditada                      |
| 1927 | Naughty But Nice (La suerte de la fea)               | Bit Part                        | No acreditada                      |
| 1927 | Her Wild Oat                                         | Bit by Ping Pong Table          | No acreditada                      |
| 1928 | The Whip Woman (Miss Desdén)                         | La chica                        |                                    |
| 1928 | Laugh, Clown, Laugh (Ríe, Payaso, Ríe)               | Simonetta                       |                                    |
| 1928 | The Magnificent Flirt (Un magnífico flirt)           | Denise Laverne                  |                                    |
| 1928 | The Head Man (Caciques)                              | Carol Watts                     |                                    |
| 1928 | Scarlet Seas (Sangre en las olas)                    | Margaret Barbour                |                                    |
| 1929 | Seven Footprints to Satán                            | Una de las víctimas de Satán    | No acreditada                      |
| 1929 | The Squall (La última pena)                          | Irma                            |                                    |
| 1929 | The Girl in the Glass Cage                           | Gladys Cosgrove                 |                                    |
| 1929 | Fast Life (La vida es un azar)                       | Patricia Mason Stratton         |                                    |
| 1929 | The Careless Age                                     | Muriel                          |                                    |
| 1929 | The Forward Pass                                     | Patricia Carlyle                |                                    |
| 1929 | The Show of Shows (Arriba el telón)                  |                                 | Número de Meet My Sister           |
| 1930 | Loose Ankles (Perdiendo los estribos)                | Ann Harper Berry                |                                    |
| 1930 | The Man from Blankley's                              | Margery Seaton                  |                                    |
| 1930 | Show Girl in Hollywood                               | Cameo como ella misma           | No acreditada                      |
| 1930 | The Second Floor Mystery                             | Marion Ferguson                 |                                    |
| 1930 | Road to Paradise                                     | Mary Brennan/Margaret Waring    |                                    |
| 1930 | Warner Bros. Jubilee Dinner                          | Como ella misma                 | Cortometraje                       |
| 1930 | Kismet                                               | Marsinah                        |                                    |
| 1930 | War Nurse                                            | Enfermera                       | No acreditada                      |
| 1930 | The Truth About Youth                                | Phyllis Ericson                 |                                    |
| 1930 | The Devil to Pay! (¡Que pague el diablo!)            | Dorothy Hope                    |                                    |
| 1931 | How I Play Golf, by Bobby Jones No. 8: 'The Brassie' | Loretta (no acreditada)         | Cortometraje                       |
| 1931 | Beau Ideal                                           | Isobel Brandon                  |                                    |
| 1931 | The Right of Way (Vidas truncadas)                   | Rosalie Evantural               |                                    |
| 1931 | The Stolen Jools                                     | Cameo como ella misma           | Cortometraje                       |
| 1931 | Three Girls Lost                                     | Norene McMann                   |                                    |
| 1931 | Too Young to Marry                                   | Elaine Bumpstead                |                                    |
| 1931 | Big Business Girl (Audaz ante todo)                  | Claire 'Mac' McIntyre           |                                    |
| 1931 | I Like Your Nerve                                    | Diane Forsythe                  |                                    |
| 1931 | The Ruling Voice                                     | Gloria Bannister                |                                    |
| 1931 | Platinum Blonde (La jaula de oro)                    | Gallagher                       |                                    |
| 1932 | Taxi                                                 | Sue Riley Nolan                 |                                    |
| 1932 | The Hatchet Man (El hacha justiciera)                | Sun Toya San                    |                                    |
| 1932 | Play-Girl                                            | Buster 'Bus' Green Dennis       |                                    |
| 1932 | Week-end Marriage                                    | Lola Davis Hayes                |                                    |
| 1932 | Life Begins (La vida empieza)                        | Grace Sutton                    |                                    |
| 1932 | They Call It Sin                                     | Marion Cullen                   |                                    |
| 1933 | Employees' Entrance (Entrada de empleados)           | Madeleine Walters West          |                                    |
| 1933 | Grand Slam (La gran jugada)                          | Marcia Stanislavsky             |                                    |
| 1933 | Zoo in Budapest (Huérfanos en Budapest)              | Eve                             |                                    |
| 1933 | The Life of Jimmy Dolan (Su última pelea)            | Peggy                           |                                    |
| 1933 | Heroes for Sale (Gloria y hambre)                    | Ruth Loring Holmes              |                                    |
| 1933 | Midnight Mary (Rosa de medianoche)                   | Mary Martin                     |                                    |
| 1933 | She Had to Say Yes                                   | Florence 'Flo' Denny            |                                    |
| 1933 | The Devil's in Love (El diablo se divierte)          | Margot Lesesne                  |                                    |
| 1933 | Man's Castle (Fueros humanos)                        | Trina                           |                                    |
| 1934 | The House of Rothschild (La casa de los Rothschild)  | Julie Rothschild                |                                    |
| 1934 | Born to Be Bad                                       | Letty Strong                    |                                    |
| 1934 | Bulldog Drummond Strikes Back (Un aventurero audaz)  | Lola Field                      |                                    |
| 1934 | Caravan (Caravana)                                   | Condesa Wilma                   |                                    |
| 1934 | The White Parade (La legión blanca)                  | June Arden                      |                                    |
| 1935 | Clive of India (Clive de la India)                   | Margaret Maskelyne Clive        |                                    |
| 1935 | Shanghai                                             | Barbara Howard                  |                                    |
| 1935 | The Call of the Wild (La llamada de la selva)        | Claire Blake                    |                                    |
| 1935 | The Crusades (Las Cruzadas)                          | Berengaria, Princesa de Navarra |                                    |
| 1935 | Hollywood Extra Girl                                 | Miembro del reparto de Crusades | Corto                              |
| 1936 | The Unguarded Hour (Una hora en blanco)              | Lady Helen Dudley Dearden       |                                    |
| 1936 | Private Number (La esposa anónima)                   | Ellen Neal                      |                                    |
| 1936 | Ramona                                               | Ramona                          |                                    |
| 1936 | Ladies in Love                                       | Susie Schmidt                   |                                    |
| 1937 | Love Is News (Amor y periodismo)                     | Toni Gateson                    |                                    |
| 1937 | Café Metropole                                       | Laura Ridgeway                  |                                    |
| 1937 | Love Under Fire                                      | Myra Cooper                     |                                    |
| 1937 | Wife, Doctor and Nurse (Esposa, doctor y enfermera)  | Ina Heath Lewis                 |                                    |
| 1937 | Second Honeymoon                                     | Vickie Benton                   |                                    |
| 1938 | Four Men and a Prayer                                | Miss Lynn Cherrington           |                                    |
| 1938 | Three Blind Mice                                     | Pamela Charters                 |                                    |
| 1938 | Suez                                                 | Condesa Eugenia de Montijo      |                                    |
| 1938 | Kentucky                                             | Sally Goodwin                   |                                    |
| 1939 | Wife, Husband and Friend                             | Doris Borland                   |                                    |
| 1939 | The Story of Alexander Graham Bell (El gran milagro) | Mrs. Mabel Bell                 |                                    |
| 1939 | Eternally Yours (Eternamente tuya)                   | Anita                           |                                    |
| 1940 | The Doctor Takes a Wife (El doctor se casa)          | June Cameron                    |                                    |
| 1940 | He Stayed for Breakfast (Caprichos de Madame)        | Marianna Duval                  |                                    |
| 1941 | The Lady from Cheyenne (Una mujer de carácter)       | Annie Morgan                    |                                    |
| 1941 | The Men in Her Life (Los hombres que la amaron)      | Lina Varsavina                  |                                    |
| 1941 | Bedtime Story (La vida empieza hoy)                  | Jane Drake                      |                                    |
| 1943 | A Night to Remember (¡Qué noche aquella!)            | Nancy Troy                      |                                    |
| 1943 | China                                                | Carolyn Grant                   |                                    |
| 1943 | Show Business at War                                 | Como ella misma                 | Corto                              |
| 1944 | Ladies Courageous (Heroínas anónimas)                | Roberta Harper                  |                                    |
| 1944 | And Now Tomorrow (El porvenir es nuestro)            | Emily Blair                     |                                    |
| 1945 | Along Came Jones (El caballero del Oeste)            | Cherry de Longpre               |                                    |
| 1946 | The Stranger (El extraño)                            | Mary Longstreet                 |                                    |
| 1947 | The Perfect Marriage (Un matrimonio perfecto)        | Maggie Williams                 |                                    |
| 1947 | The Farmer's Daughter (Un destino de mujer)          | Katrin Holstrom                 | Óscar a la mejor actriz            |
| 1947 | The Bishop's Wife (La mujer del obispo)              | Julia Brougham                  |                                    |
| 1948 | Rachel and the Stranger (Vuelve a amanecer)          | Rachel Harvey                   |                                    |
| 1949 | The Accused                                          | Dra. Wilma Tuttle               |                                    |
| 1949 | Mother Is a Freshman (Mamá es mi rival)              | Abigail Fortitude Abbott        |                                    |
| 1949 | Come to the Stable (Hablan las campanas)             | Hermana Margaret                | Nominada - Óscar a la mejor actriz |
| 1950 | Key to the City                                      | Clarissa Standish               |                                    |
| 1951 | You Can Change the World                             | Como ella misma                 | Cortometraje                       |
| 1951 | Cause for Alarm! (Motivo de alarma)                  | Ellen Jones (Brown)/Narradora   |                                    |
| 1951 | Half Angel (Seria de día, coqueta de noche)          | Nora Gilpin                     |                                    |
| 1951 | Screen Snapshots: Hollywood Awards                   | Como ella misma                 | Cortometraje                       |
| 1952 | Paula (El secreto de Paula)                          | Paula Rogers                    |                                    |
| 1952 | Because of You (Entre dos amores)                    | Christine Carroll Kimberly      |                                    |
| 1953 | It Happens Every Thursday                            | Jane MacAvoy                    |                                    |

## Premios y distinciones
Premios Óscar
| Año  | Categoría    | Película            | Resultado |
| ---- | ------------ | ------------------- | --------- |
| 1948 | Mejor actriz | Un destino de mujer | Ganadora  |
| 1950 | Mejor actriz | Hablan las campanas | Nominada  |